# Del Miño al Bidasoa
Del Miño al Bidasoa es un libro de viajes de Camilo José Cela, publicado en 1952 por la editorial barcelonesa Noguer. Narra el viaje de un vagabundo por el Norte de España, desde el río Miño hasta el río Bidasoa.

## Trama
Un vagabundo va a la romería de Santa Marta de Ribarteme, en Las Nieves, pues se había ofrecido a llevarle un ataúd a la santa. Se dirige después hacia Santiago de Compostela, y se detiene en Padrón y en Iria Flavia. Ya en Santiago de Compostela, se detiene en la Plaza del Obradoiro antes de entrar en la catedral.
Después sigue hacia Orense, pasando por la colegiata de Santa María del Sar, Puente Ulla, A Bandeira, el monasterio de Carboeiro, Chapa, Lalín, Dozón y el santuario de la Pena de Francia antes de cruzar el río Arenteiro. Se desvía hacia Piñor y el monasterio de Osera, y regresa hacia Orense pasando por Cea, Tamallancos, Cambeo y Gustey, entrando en la villa termal a través del puente Mayor. El vagabundo se encuentra con su primo Benitiño del Chao, y visitan la catedral de Orense, Las Burgas y la villa.
En un camión llegan hasta La Coruña. A la orilla del mar ven la torre de Hércules y las playas de O Parrote, del Orzán y Riazor. Tras despedirse de su primo, el vagabundo emprende el camino hacia Asturias por la carretera N-VI. Pasa por Nós, Guísamo, Betanzos, Collantres, Coirós, Fontelo, la Cuesta de la Sal y Guitiriz. En Baamonde se desvía hacia Mondoñedo. Tras atravesar A Torre duerme poco antes de entrar en Villalba, donde le coincide la víspera de una fiesta. Sigue su camino hacia Goiriz y Abadín antes de llegar a Mondoñedo, donde coincide con Álvaro Cunqueiro. Al despertar atraviesa Lorenzana, Vilamar y Barreiros antes de llegar a Ribadeo, donde compra un ejemplar del periódico Las Riberas del Eo. Después de pescar en el río Eo da un paseo por la villa. Se dirige hacia Vegadeo siguiendo la Línea Ribadeo - Villaodrid.
Ya en Asturias, va hasta Castropol. En el coche de un indiano va hasta Tapia de Casariego. Al poco de salir de la villa encuentra de nuevo al indiano, que lo acerca hasta Navia. Allí está con el poeta Ramón de Campoamor y encuentra a Dupont, un equilibrista francés que había conocido dos años antes en la provincia de Ávila. Con él va por Polavieja, Villapedre y Villuir hasta llegar a Luarca, donde comen merluza. En tartana van hasta Almuña, y prosiguen andando hasta Barcia, Canero y Salas. Van en camión hasta Nava, donde están en fiestas, y se detienen a beber vino con el conductor. En el mismo vehículo siguen hasta Cecea, Infiesto y Villamayor. Después de cruzar el río Sella y llegar a Arriondas prosiguen por Triongo, y Llovio. En Ribadesella comen sardinas asadas y duermen después de ir de fiesta con un comerciante. A la orilla del mar continúan hacia Llanes al lado de la vía del Ferrocarril de Vía Estrecha, pasando por Belmonte y Cardoso. En Villahormes comen arroz, y continúan por Posada, Quintana y Balmorí.
Después de cruzar el río Deva entran en Cantabria. Conocen a Don Ferreol, un antropólogo que estudia los gentilicios y apodos de las villas. En San Vicente de la Barquera beben chacolí en una taberna, y continúan hacia Cabezón de la Sal pasando por Lamadrid y Treceño, donde les dan de desayunar. Después de atravesar Caranceja, Quijas y Veguilla llegan a Torrelavega. Allí desayunan en la taberna de Tristán Balmaseda. Pasan por Cudón, Miengo, Mortera y Liencres. En la región de La Marina paran a tomar un vino castellano y arenques, y al caer la noche llegan a Santander, donde hay numerosos veraneantes. Siguen hacia Heras, Solares, El Bosque, Término, Anero, Praves, Ambrosero, Cicero y Colindres, y duermen poco antes de llegar a Laredo. Continúan por Islares hasta Castro Urdiales, donde comen ollomol y cenan bacalao. Prosiguen por Mioño y Ontón hasta entrar en Vizcaya.
Atraviesan Musques, Nocedal, Baracaldo y llegan a Bilbao, donde los dos caminantes se separan temporalmente. El vagabundo va por Portugalete y Guecho hasta Plencia, donde se reencuentra con Dupont. Allí los acoge Fermín Cuartango, que tiene un restaurante, y con él van a una carrera de remo. Regresan a Bilbao y continúan hacia Amorebieta, Durango y llegan a Guipúzcoa. Pasan por Alzola y Garagarza, y comen en la celebración de uno bautizo, donde además les dan veinticinco pesetas, que gastan en vino en una villa al lado del río Deva. Siguen hasta Deva, de nuevo en la costa cantábrica, y se dirigen por Zumaya y Guetaria, donde paran en una sidrería. En Zarauz visitan a Florencio Pasagüero, que los convenida a almorzar y los acoge por tres días. Pasan por Orio, donde ganan dinero jugando al mus, y después de Urdaiaga encuentran veintitrés pesetas en una cartera perdida. Comen en Usúrbil en la posada de la dueña de la cartera, y continúan hasta San Sebastián. Allí los acoge un amigo poeta que les deja dormir en un piso. Al día siguiente continúan hasta Irún, y siguen el curso del río Bidasoa. En Vera los acoge Don Ricardo, un amigo del vagabundo. En Maya el vagabundo se detiene, y Dupont continúa hasta Francia.

## Narración
La obra está narrada en tercera persona. El protagonista, el vagabundo, es un trasunto del propio autor.
La acción discurre en verano. Comienza el 29 de julio, cuando se celebra la romería de Santa Marta de Ribarteme. A Mondoñedo llega un sábado, y pasan por Torrelavega un jueves. Son frecuentes las paradas en tabernas, desde la del Cuco en Padrón, la del Asesino y Casa Negrera en Santiago de Compostela, El Cura, Salto del Perro y Ribadavia en La Coruña o una rebotica en Mondoñedo.
Usa numeroso léxico en lengua gallega, e incluso tiene anotaciones lingüísticas sobre la misma, como el término muiñeira. A pesar de ello, muchos de los topónimos figuran en español.

### Personajes
- El vagabundo, de la Ría de Arosa.
- Benitiño do Chao, primo del vagabundo.
- Dupont, equilibrista y vendedor de molinos de papel.
- Don Ricardo, pintor (Ricardo Baroja).

## Ediciones y adaptaciones
La obra tiene su origen en trece crónicas publicadas en el periódico madrileño Pueblo en noviembre de 1948, luego de un viaje hecho en julio y agosto de ese incluso año. Sin embargo, estas crónicas incluían la ida desde Madrid hasta Galicia (los cinco primeros relatos) y el tramo desde Ponferrada hasta Panjón (el sexto), desde donde continúa hacia Santiago de Compostela y La Coruña, donde el trayecto ya va en común con el libro.
Fue editado por vez primera en diciembre de 1952, con ilustraciones de Pedro Bueno, además de una introducción, un censo de personajes y un nomenclátor geográfico. La tercera edición, de marzo de 1961, incluyó también una "Breve nota para médicos y farmacéuticos", por estar promovida por un laboratorio farmacéutico como regalo a este colectivo.
En 1990 la obra fue adaptada por Televisión Española a una serie de televisión de cuatro capítulos de una hora de duración cada uno, con dirección de José Briz Méndez. Los actores son Nicolás Dueñas (vagabundo), José Antonio Labordeta (DuPont), Manuel Lourenzo (Benitiño), Jesús Guzmán (Don Ferreol) y Juan Polanco (indiano), con Antonio Ferrandis en la voz narradora.
- Datos: Q20548166